# Guanaceví
Guanaceví là một đô thị thuộc bang Durango, México. Năm 2005, dân số của đô thị này là 10224 người.